# 祁连构造期
祁连构造期，简称祁连期，是中寒武世至早泥盆世(5.13-3.86億年前)之间的构造期，在此期间，在今中国及周边地区发生了祁连运动或称祁连事件。

## 概念的提出和演化
由于在祁连期，在欧美地区发生了加里东运动，因此长期以来，中国地质学界移用加里东运动之名称呼早古生代中国及周边地区的构造运动。其他名称还有广西运动、江南运动、曲靖运动等术语。由于构造运动一般都是以该时期最主要的构造活动的发生地点来命名的，因此万天丰(2004)建议以祁连运动（李康等，1962）来代替上述这些术语。

## 构造活动
祁连运动其实并不是单一的构造运动，而是一系列的构造运动。由于年代久远，地层保存不完整，古地磁等的测定误差较大，因此现在还难于进一步区分其间的各次构造运动。
祁连期构成后世中国大陆的各地块处于高度离散状态，根据目前的研究，当时整个中国大陆分属于至少37个地块，此外尚有一些更小型的地块未计算在内。按其构造运动、古生物、古地磁等的特征，可以把这37个地块分成五个构造域，即亲西伯利亚构造域、中朝构造域、西域构造域、亲扬子构造域和亲冈瓦纳构造域。不同的构造域内的地块，在祁连运动中的表现是不同的。
具体来说，亲西伯利亚构造域地块、西域构造域地块和亲扬子构造域地块在祁连期有比较明显的构造活动。其中在奥陶纪的时候，属于亲西伯利亚构造域的阿尔泰地块、准噶尔-东哈萨克斯坦地块、额尔古纳地块和不位于中国的蒙古中部地块与西伯利亚板块碰撞，它们与西伯利亚板块之间形成外贝加尔碰撞带，内部则形成阿尔泰-准噶尔-额尔古纳碰撞带，这是中国各地块中最早一批合并到欧亚板块（当时还未形成）之上的地块。
在祁连期，西域构造域各地块先后远离中朝板块，接近亲扬子构造域诸地块，因此它们古生物、古地磁等的特征也由原来的亲中朝转为亲扬子。奥陶纪至志留纪早期，西域构造域各地块彼此更加远离，但在志留纪晚期它们又相互会聚、碰撞，形成祁连-阿尔金碰撞带，从而拼合成西域板块。
在祁连期，亲扬子构造域中的扬子板块南部（即中元古代以前独立的湘桂地块）和华夏板块也各自独立地发生了褶皱。华夏板块在这一时期发生了强烈的岩浆侵入，从而形成了统一的结晶基底。
与此同时，中朝构造域的中朝板块仅有微弱的变形，说明几乎没有受到祁连运动的影响。亲冈瓦纳构造域的各地块，就目前掌握的资料来说，也几乎不受祁连运动的影响。

## 地应力特征和古地块位置
祁连期地应力的主应力方向，按今天的方向来说，在阿尔泰-准噶尔-额尔古纳碰撞带的西段为北北东-南南西走向，向东逐渐转为北南走向，到东段则呈北北西-南南东走向；在西域板块内部是北南走向至北北东-南南西走向；在扬子板块南部是北南走向；在华夏板块内部是东西走向。后二者主应力方向的不同，明确地说明了扬子板块和华夏板块在早古生代还不可能拼合在一起。
经复原，祁连期构成后世中国大陆的各地块均位于南半球，而且大致呈东西向排列。

## 对现代地貌的影响
祁连期形成的阿尔泰-准噶尔-额尔古纳碰撞带和祁连-阿尔金碰撞带，为后来的构造运动中阿尔泰山脉、阿尔金山脉和祁连山脉的隆起奠定了地质基础。